# Lijst van Japanse ministers van Transport

## Ministers van Transport van Japan (1948–heden)
| Minister van Transport en Infrastructuur インフラ運輸大臣               | Minister van Transport en Infrastructuur インフラ運輸大臣               | Minister van Transport en Infrastructuur インフラ運輸大臣               | Ambtstermijn                                  | Ambtstermijn                             | Partij(en)                 | Premier(s)                    | Kabinet(en)     |
| ----------------------------------------------------------------------- | ----------------------------------------------------------------------- | ----------------------------------------------------------------------- | --------------------------------------------- | ---------------------------------------- | -------------------------- | ----------------------------- | --------------- |
|                                                                         | Saeki Ozawa                                                             | Saeki Ozawa 小沢佐重喜 (1898–1968)                                      | 19 oktober 1948                               | 16 februari 1949                         | DLP                        | Shigeru Yoshida (1948–1954)   | Yoshida II      |
|                                                                         | Shinzo Oja                                                              | Shinzo Oja 大屋晋三 (1894–1980)                                         | 16 februari 1949                              | 28 juni 1950                             | DLP                        | Shigeru Yoshida (1948–1954)   | Yoshida III     |
|                                                                         | Takeshi Yamazaki                                                        | Takeshi Yamazaki 山崎猛 (1886–1957)                                     | 28 juni 1950                                  | 25 december 1951                         | DLP                        | Shigeru Yoshida (1948–1954)   | Yoshida III     |
|                                                                         | Giichi Murakami                                                         | Giichi Murakami 村上義一 (1885–1974)                                    | 25 december 1951                              | 30 oktober 1952                          | DLP                        | Shigeru Yoshida (1948–1954)   | Yoshida III     |
|                                                                         | Mitsujiro Ishii                                                         | Mitsujiro Ishii 石井光次郎 (1889–1981)                                  | 30 oktober 1952                               | 10 december 1954                         | DLP                        | Shigeru Yoshida (1948–1954)   | Yoshida IV      |
| Yoshida V                                                               | Mitsujiro Ishii                                                         | Mitsujiro Ishii 石井光次郎 (1889–1981)                                  | 30 oktober 1952                               | 10 december 1954                         | DLP                        | Shigeru Yoshida (1948–1954)   |                 |
|                                                                         | Takeo Miki                                                              | Takeo Miki 三木武夫 (1907–1988)                                         | 10 december 1954                              | 22 november 1955                         | JDP                        | Ichiro Hatoyama (1954–1956)   | I. Hatoyama I   |
| I. Hatoyama II                                                          | Takeo Miki                                                              | Takeo Miki 三木武夫 (1907–1988)                                         | 10 december 1954                              | 22 november 1955                         | JDP                        | Ichiro Hatoyama (1954–1956)   |                 |
|                                                                         | Shinji Yoshino                                                          | Shinji Yoshino 吉野信次 (1888–1971)                                     | 22 november 1955                              | 23 december 1956                         | LDP                        | Ichiro Hatoyama (1954–1956)   | I. Hatoyama III |
|                                                                         | Taneo Miyazawa                                                          | Taneo Miyazawa 宮沢胤勇 (1887–1966)                                     | 23 december 1956                              | 10 juli 1957                             | LDP                        | Tanzan Ishibashi (1956–1957)  | Ishibashi       |
| Nobusuke Kishi (1957–1960)                                              | Taneo Miyazawa                                                          | Taneo Miyazawa 宮沢胤勇 (1887–1966)                                     | 23 december 1956                              | 10 juli 1957                             | LDP                        | Kishi I                       |                 |
| Nobusuke Kishi (1957–1960)                                              |                                                                         |                                                                         | Sannojo Nakamura 中村三之丞 (1894–1979)       | 10 juli 1957                             | 12 juni 1958               | Kishi I                       | LDP             |
| Nobusuke Kishi (1957–1960)                                              |                                                                         | Mamoru Nagano                                                           | Mamoru Nagano 永野護 (1890–1970)              | 12 juni 1958                             | 24 april 1959              | LDP                           | Kishi II        |
| Nobusuke Kishi (1957–1960)                                              |                                                                         | Yuzo Shigemune                                                          | Yuzo Shigemune 重宗雄三 (1894–1976)           | 24 april 1959                            | 18 juni 1959               | LDP                           | Kishi II        |
| Nobusuke Kishi (1957–1960)                                              |                                                                         | Narahashi Wataru                                                        | Narahashi Wataru 楢橋渡 (1902–1973)           | 18 juni 1959                             | 19 juli 1960               | LDP                           | Kishi II        |
|                                                                         | Yoshio Minami                                                           | Yoshio Minami 南好雄 (1904–1980)                                        | 19 juli 1960                                  | 8 december 1960                          | LDP                        | Hayato Ikeda (1960–1964)      | Ikeda I         |
|                                                                         | Takedayu Kogure                                                         | Takedayu Kogure 木暮武太夫 (1893–1967)                                  | 8 december 1960                               | 18 juli 1961                             | LDP                        | Hayato Ikeda (1960–1964)      | Ikeda II        |
|                                                                         | Noboru Saito                                                            | Noboru Saito 斎藤昇 (1903–1973)                                         | 18 juli 1961                                  | 18 juli 1962                             | LDP                        | Hayato Ikeda (1960–1964)      | Ikeda II        |
|                                                                         |                                                                         | Kentaro Ayabe 綾部健太郎 (1890–1972)                                    | 18 juli 1962                                  | 18 juli 1964                             | LDP                        | Hayato Ikeda (1960–1964)      | Ikeda II        |
| LDP                                                                     | Ikeda III                                                               | Kentaro Ayabe 綾部健太郎 (1890–1972)                                    | 18 juli 1962                                  | 18 juli 1964                             |                            | Hayato Ikeda (1960–1964)      |                 |
|                                                                         | Ikeda III                                                               |                                                                         | Shutaro Matsuura 松浦周太郎 (1896–1980)       | 18 juli 1964                             | 3 juni 1965                | Hayato Ikeda (1960–1964)      | LDP             |
| LDP                                                                     | Eisaku Sato (1964–1972)                                                 | Sato I                                                                  | Shutaro Matsuura 松浦周太郎 (1896–1980)       | 18 juli 1964                             | 3 juni 1965                |                               |                 |
|                                                                         | Eisaku Sato (1964–1972)                                                 | Sato I                                                                  |                                               | Torata Nakamura 中村寅太 (1902–1978)     | 3 juni 1965                | 1 augustus 1966               | LDP             |
|                                                                         | Eisaku Sato (1964–1972)                                                 | Sato I                                                                  |                                               | Seijuro Arafune 荒舩清十郎 (1907–1980)   | 1 augustus 1966            | 14 oktober 1966               | LDP             |
|                                                                         | Eisaku Sato (1964–1972)                                                 | Sato I                                                                  |                                               | Izumisuke Fujieda 藤枝泉介 (1907–1971)   | 14 oktober 1966            | 3 december 1966               | LDP             |
|                                                                         | Eisaku Sato (1964–1972)                                                 | Sato I                                                                  | Takeo Ohashi                                  | Takeo Ohashi 大橋武夫 (1904–1981)        | 3 december 1966            | 25 november 1967              | LDP             |
| LDP                                                                     | Eisaku Sato (1964–1972)                                                 | Sato II                                                                 | Takeo Ohashi                                  | Takeo Ohashi 大橋武夫 (1904–1981)        | 3 december 1966            | 25 november 1967              |                 |
|                                                                         | Eisaku Sato (1964–1972)                                                 | Sato II                                                                 | Yasuhiro Nakasone                             | Yasuhiro Nakasone 中曾根康弘 (1918–2019) | 25 november 1967           | 30 november 1968              | LDP             |
|                                                                         | Eisaku Sato (1964–1972)                                                 | Sato II                                                                 |                                               | Ken Harada 原田憲 (1919–1997)            | 30 november 1968           | 14 januari 1970               | LDP             |
|                                                                         | Eisaku Sato (1964–1972)                                                 | Tomisaburo Hashimoto                                                    | Tomisaburo Hashimoto 橋本登美三郎 (1901–1990) | 14 januari 1970                          | 5 juli 1971                | LDP                           | Sato III        |
|                                                                         | Eisaku Sato (1964–1972)                                                 |                                                                         | Takashiro Niwa 丹羽喬四郎 (1904–1978)         | 5 juli 1971                              | 7 juli 1972                | LDP                           | Sato III        |
|                                                                         |                                                                         | Hideyo Sasaki 佐々木秀世 (1909–1986)                                    | 7 juli 1972                                   | 22 december 1972                         | LDP                        | Kakuei Tanaka (1974–1974)     | K. Tanaka I     |
|                                                                         |                                                                         | Torasaburo Shintani 新谷寅三郎 (1902–1984)                              | 22 december 1972                              | 25 november 1973                         | LDP                        | Kakuei Tanaka (1974–1974)     | K. Tanaka II    |
|                                                                         |                                                                         | Masatoshi Tokunaga 徳永正利 (1913–1990)                                 | 25 november 1973                              | 11 november 1974                         | LDP                        | Kakuei Tanaka (1974–1974)     | K. Tanaka II    |
|                                                                         |                                                                         | Satoshi Eto 江藤智 (1907–1982)                                          | 11 november 1974                              | 9 december 1974                          | LDP                        | Kakuei Tanaka (1974–1974)     | K. Tanaka II    |
|                                                                         |                                                                         | Mutsuo Kimura 木村睦男 (1913–2001)                                      | 9 december 1974                               | 15 september 1976                        | LDP                        | Takeo Miki (1974–1976)        | Miki            |
|                                                                         | Hirohide Ishida                                                         | Hirohide Ishida 石田博英 (1914–1993)                                    | 15 september 1976                             | 24 december 1976                         | LDP                        | Takeo Miki (1974–1976)        | Miki            |
|                                                                         |                                                                         | Hajime Tamura 田村元 (1924–2014)                                        | 24 december 1976                              | 28 november 1977                         | LDP                        | Takeo Fukuda (1976–1978)      | T. Fukuda       |
|                                                                         | Kenji Fukunaga                                                          | Kenji Fukunaga 福永健司 (1910–1988)                                     | 28 november 1977                              | 7 december 1978                          | LDP                        | Takeo Fukuda (1976–1978)      | T. Fukuda       |
|                                                                         | Kinji Moriyama                                                          | Kinji Moriyama 森山欽司 (1917–1987)                                     | 7 december 1978                               | 10 november 1979                         | LDP                        | Masayoshi Ohira (1978–1980)   | Ohira I         |
|                                                                         |                                                                         | Uzaburo Jizaki 地崎宇三郎 (1919–1987)                                   | 10 november 1979                              | 17 juli 1980                             | LDP                        | Masayoshi Ohira (1978–1980)   | Ohira II        |
|                                                                         | Masajuro Shiokawa                                                       | Masajuro Shiokawa 塩川正十郎 (1921–2015)                                | 17 juli 1980                                  | 30 november 1981                         | LDP                        | Zenko Suzuki (1980–1980)      | Suzuki          |
|                                                                         |                                                                         | Tokusaburo Kosaka 小坂徳三郎 (1916–2006)                                | 30 november 1981                              | 27 november 1982                         | LDP                        | Zenko Suzuki (1980–1980)      | Suzuki          |
|                                                                         |                                                                         | Shun Hasegawa 長谷川峻 (1912–1992)                                      | 27 november 1982                              | 27 december 1983                         | LDP                        | Yasuhiro Nakasone (1982–1987) | Nakasone I      |
|                                                                         | Yoshizo Hosoda                                                          | Yoshizo Hosoda 細田吉蔵 (1912–2007)                                     | 27 december 1983                              | 1 november 1984                          | LDP                        | Yasuhiro Nakasone (1982–1987) | Nakasone II     |
|                                                                         | Hiromu Nonaka                                                           | Norio Yamashita 山下徳夫 (1919–2014)                                    | 1 november 1984                               | 28 december 1985                         | LDP                        | Yasuhiro Nakasone (1982–1987) | Nakasone II     |
|                                                                         | Hiroshi Mitsuzuka                                                       | Hiroshi Mitsuzuka 三塚博 (1927–2004)                                    | 28 december 1985                              | 22 juli 1986                             | LDP                        | Yasuhiro Nakasone (1982–1987) | Nakasone II     |
|                                                                         | Ryutaro Hashimoto                                                       | Ryutaro Hashimoto 橋本龍太郎 (1937–2006)                                | 22 juli 1986                                  | 6 november 1987                          | LDP                        | Yasuhiro Nakasone (1982–1987) | Nakasone III    |
|                                                                         | Shintaro Ishihara                                                       | Shintaro Ishihara 石原慎太郎 (1932–2022)                                | 6 november 1987                               | 28 december 1988                         | LDP                        | Noboru Takeshita (1987–1989)  | Takeshita       |
|                                                                         | Shinji Sato                                                             | Shinji Sato 佐藤信二 (1932–2016)                                        | 28 december 1988                              | 3 juni 1989                              | LDP                        | Noboru Takeshita (1987–1989)  | Takeshita       |
|                                                                         |                                                                         | Shinjiro Yamamura 山村新治郎 (1933–1992)                                | 3 juni 1989                                   | 10 augustus 1989                         | LDP                        | Sosuke Uno (1989)             | Uno             |
|                                                                         | Takami Eto                                                              | Takami Eto 江藤隆美 (1925–2007)                                         | 10 augustus 1989                              | 28 februari 1990                         | LDP                        | Toshiki Kaifu (1989–1991)     | Kaifu I         |
|                                                                         |                                                                         | Akira Ohno 大野明 (1928–1996)                                           | 28 februari 1990                              | 30 december 1990                         | LDP                        | Toshiki Kaifu (1989–1991)     | Kaifu II        |
|                                                                         | Kenzo Muraoka                                                           | Kenzo Muraoka 村岡兼造 (1931–2019)                                      | 30 december 1990                              | 5 november 1991                          | LDP                        | Toshiki Kaifu (1989–1991)     | Kaifu II        |
|                                                                         |                                                                         | Okuda Yoshikazu 奥田敬和 (1927–1998)                                    | 5 november 1991                               | 12 december 1992                         | LDP                        | Kiichi Miyazawa (1991–1993)   | Miyazawa        |
|                                                                         |                                                                         | Ihei Ochi 越智伊平 (1920–2000)                                          | 12 december 1992                              | 9 augustus 1993                          | LDP                        | Kiichi Miyazawa (1991–1993)   | Miyazawa        |
|                                                                         |                                                                         | Shigeru Ito 伊藤茂 (1928–2016)                                          | 9 augustus 1993                               | 28 april 1994                            | JSP                        | Morihiro Hosokawa (1993–1994) | Hosokawa        |
|                                                                         |                                                                         | Nobuaki Futami 二見伸明 (1935)                                          | 28 april 1994                                 | 30 juni 1994                             | NKP                        | Tsutomu Hata (1994)           | Hata            |
|                                                                         | Shizuka Kamei                                                           | Shizuka Kamei 亀井静香 (1936)                                           | 30 juni 1994                                  | 8 augustus 1995                          | LDP                        | Tomiichi Murayama (1994–1996) | Murayama        |
|                                                                         | Takeo Hiranuma                                                          | Takeo Hiranuma 平沼赳夫 (1939)                                          | 8 augustus 1995                               | 11 januari 1996                          | LDP                        | Tomiichi Murayama (1994–1996) | Murayama        |
|                                                                         | Yoshiyuki Kamei                                                         | Yoshiyuki Kamei 亀井善之 (1936–2006)                                    | 11 januari 1996                               | 6 november 1996                          | LDP                        | Ryutaro Hashimoto (1996–1998) | Hashimoto I     |
|                                                                         | Makoto Koga                                                             | Makoto Koga 古賀誠 (1940)                                               | 6 november 1996                               | 11 september 1997                        | LDP                        | Ryutaro Hashimoto (1996–1998) | Hashimoto II    |
|                                                                         | Takao Fujii                                                             | Takao Fujii 藤井孝男 (1943)                                             | 11 september 1997                             | 30 juli 1998                             | LDP                        | Ryutaro Hashimoto (1996–1998) | Hashimoto II    |
|                                                                         | Jiro Kawasaki                                                           | Jiro Kawasaki 川崎二郎 (1947)                                           | 30 juli 1998                                  | 5 oktober 1999                           | LDP                        | Keizo Obuchi (1998–2000)      | Obuchi          |
|                                                                         | Toshihiro Nikai                                                         | Toshihiro Nikai 二階俊博 (1939)                                         | 5 oktober 1999                                | 5 juli 2000                              | LP (1999–00)               | Keizo Obuchi (1998–2000)      | Obuchi          |
|                                                                         | Toshihiro Nikai                                                         | Toshihiro Nikai 二階俊博 (1939)                                         | 5 oktober 1999                                | 5 juli 2000                              | NCP (2000)                 | Yoshiro Mori (2000–2001)      | Mori I          |
|                                                                         | Hajime Morita                                                           | Hajime Morita 森田一 (1939)                                             | 5 juli 2000                                   | 5 december 2000                          | LDP                        | Yoshiro Mori (2000–2001)      | Mori II         |
|                                                                         | Chikage Oogi                                                            | Chikage Oogi 扇千景 (1933–2023)                                         | 5 december 2000                               | 5 januari 2001                           | NCP                        | Yoshiro Mori (2000–2001)      | Mori II         |
| Minister van Transport, Infrastructuur en Toerisme 運輸インフラ観光大臣 | Minister van Transport, Infrastructuur en Toerisme 運輸インフラ観光大臣 | Minister van Transport, Infrastructuur en Toerisme 運輸インフラ観光大臣 | Ambtstermijn                                  | Ambtstermijn                             | Partij(en)                 | Premier(s)                    | Kabinet(en)     |
|                                                                         | Chikage Oogi                                                            | Chikage Oogi 扇千景 (1933–2023)                                         | 5 januari 2001                                | 22 september 2003                        | NCP                        | Yoshiro Mori (2000–2001)      | Mori II         |
| Junichiro Koizumi (2001–2006)                                           | Chikage Oogi                                                            | Chikage Oogi 扇千景 (1933–2023)                                         | 5 januari 2001                                | 22 september 2003                        | NCP                        | Koizumi I                     |                 |
| Junichiro Koizumi (2001–2006)                                           |                                                                         | Nobuteru Ishihara                                                       | Nobuteru Ishihara 石原伸晃 (1957)             | 22 september 2003                        | 27 september 2004          | Koizumi I                     | LDP             |
| Junichiro Koizumi (2001–2006)                                           | LDP                                                                     | Nobuteru Ishihara                                                       | Nobuteru Ishihara 石原伸晃 (1957)             | 22 september 2003                        | 27 september 2004          | Koizumi II                    |                 |
| Junichiro Koizumi (2001–2006)                                           |                                                                         | Kazuo Kitagawa                                                          | Kazuo Kitagawa 北側一雄 (1953)                | 27 september 2004                        | 26 september 2006          | Koizumi II                    | NKP             |
| Junichiro Koizumi (2001–2006)                                           | NKP                                                                     | Kazuo Kitagawa                                                          | Kazuo Kitagawa 北側一雄 (1953)                | 27 september 2004                        | 26 september 2006          | Koizumi III                   |                 |
|                                                                         | Tetsuzo Fuyushiba                                                       | Tetsuzo Fuyushiba 冬柴鉄三 (1936–2011)                                  | 26 september 2006                             | 1 augustus 2008                          | NKP                        | Shinzo Abe (2006–2007)        | Abe I           |
| Yasuo Fukuda (2007–2008)                                                | Tetsuzo Fuyushiba                                                       | Tetsuzo Fuyushiba 冬柴鉄三 (1936–2011)                                  | 26 september 2006                             | 1 augustus 2008                          | NKP                        | Y. Fukuda                     |                 |
| Yasuo Fukuda (2007–2008)                                                |                                                                         | Sadakazu Tanigaki                                                       | Sadakazu Tanigaki 谷垣禎一 (1945)             | 1 augustus 2008                          | 24 september 2008          | Y. Fukuda                     | LDP             |
|                                                                         | Nariaki Nakayama                                                        | Nariaki Nakayama 中山成彬 (1943)                                        | 24 september 2008                             | 28 september 2008                        | LDP                        | Taro Aso (2008–2009)          | Aso             |
|                                                                         | Takeo Kawamura                                                          | Takeo Kawamura 河村建夫 (1942)                                          | 28 september 2008                             | 29 september 2008                        | LDP                        | Taro Aso (2008–2009)          | Aso             |
|                                                                         | Kazuyoshi Kaneko                                                        | Kazuyoshi Kaneko 金子一義 (1942)                                        | 29 september 2008                             | 16 september 2009                        | LDP                        | Taro Aso (2008–2009)          | Aso             |
|                                                                         | Seiji Maehara                                                           | Seiji Maehara 前原誠司 (1962)                                           | 16 september 2009                             | 17 september 2010                        | DP                         | Yukio Hatoyama (2009–2010)    | Y. Hatoyama     |
| Naoto Kan (2010–2011)                                                   | Seiji Maehara                                                           | Seiji Maehara 前原誠司 (1962)                                           | 16 september 2009                             | 17 september 2010                        | DP                         | Kan                           |                 |
| Naoto Kan (2010–2011)                                                   |                                                                         | Sumio Mabuchi                                                           | Sumio Mabuchi 馬淵澄夫 (1960)                 | 17 september 2010                        | 15 januari 2011            | Kan                           | DP              |
| Naoto Kan (2010–2011)                                                   |                                                                         | Akihiro Ohata                                                           | Akihiro Ohata 大畠章宏 (1947)                 | 15 januari 2011                          | 1 september 2011           | Kan                           | DP              |
|                                                                         | Takeshi Maeda                                                           | Takeshi Maeda 前田 武志 (1937)                                          | 1 september 2011                              | 4 juni 2012                              | DP                         | Yoshihiko Noda (2011–2012)    | Noda            |
|                                                                         | Yuichiro Hata                                                           | Yuichiro Hata 羽田 雄一郎 (1967–2020)                                   | 4 juni 2012                                   | 26 december 2012                         | DP                         | Yoshihiko Noda (2011–2012)    | Noda            |
|                                                                         | Akihiro Ohata                                                           | Akihiro Ota 太田 昭宏 (1945)                                            | 26 december 2012                              | 7 oktober 2015                           | NKP                        | Shinzo Abe (2012–2020)        | Abe II          |
| Abe III                                                                 | Akihiro Ohata                                                           | Akihiro Ota 太田 昭宏 (1945)                                            | 26 december 2012                              | 7 oktober 2015                           | NKP                        | Shinzo Abe (2012–2020)        |                 |
|                                                                         | Keiichi Ishii                                                           | Keiichi Ishii 石井 啓一 (1958)                                          | 7 oktober 2015                                | 11 september 2019                        | NKP                        | Shinzo Abe (2012–2020)        |                 |
| NKP                                                                     | Keiichi Ishii                                                           | Keiichi Ishii 石井 啓一 (1958)                                          | 7 oktober 2015                                | 11 september 2019                        | Abe IV                     | Shinzo Abe (2012–2020)        |                 |
|                                                                         | Kazuyoshi Akaba                                                         | Kazuyoshi Akaba 赤羽 一嘉 (1958)                                        | 11 september 2019                             | 4 oktober 2021                           | Abe IV                     | Shinzo Abe (2012–2020)        | NKP             |
| NKP                                                                     | Kazuyoshi Akaba                                                         | Kazuyoshi Akaba 赤羽 一嘉 (1958)                                        | 11 september 2019                             | 4 oktober 2021                           | Yoshihide Suga (2020–2021) | Suga                          |                 |
|                                                                         | Tetsuo Saito                                                            | Tetsuo Saito 斉藤 鉄夫 (1952)                                           | 4 oktober 2021                                | 11 november 2024                         | NKP                        | Fumio Kishida (2021–2024)     | Kishida I       |
| Kishida II                                                              | Tetsuo Saito                                                            | Tetsuo Saito 斉藤 鉄夫 (1952)                                           | 4 oktober 2021                                | 11 november 2024                         | NKP                        | Fumio Kishida (2021–2024)     |                 |
| Shigeru Ishiba (2024–heden)                                             | Tetsuo Saito                                                            | Tetsuo Saito 斉藤 鉄夫 (1952)                                           | 4 oktober 2021                                | 11 november 2024                         | NKP                        | Ishiba I                      |                 |
| Shigeru Ishiba (2024–heden)                                             |                                                                         | Hiromasa Nakano                                                         | Hiromasa Nakano 中野 洋昌 (1978)              | 11 november 2024                         | heden                      | NKP                           | Ishiba II       |

## Ministers van Bouw en Constructie van Japan (1948–2001)
| Minister van Bouw en Constructie 建大臣と建設 | Minister van Bouw en Constructie 建大臣と建設 | Minister van Bouw en Constructie 建大臣と建設 | Ambtstermijn                                  | Ambtstermijn                          | Partij(en)               | Premier(s)                    | Kabinet(en)     |
| --------------------------------------------- | --------------------------------------------- | --------------------------------------------- | --------------------------------------------- | ------------------------------------- | ------------------------ | ----------------------------- | --------------- |
|                                               |                                               | Hidetsugu Masuya 益谷秀次 (1888–1973)         | 19 oktober 1948                               | 5 mei 1950                            | DLP                      | Shigeru Yoshida (1948–1954)   | Yoshida II      |
| Yoshida III                                   |                                               | Hidetsugu Masuya 益谷秀次 (1888–1973)         | 19 oktober 1948                               | 5 mei 1950                            | DLP                      | Shigeru Yoshida (1948–1954)   |                 |
|                                               | Masuda Kaneshichi                             | Masuda Kaneshichi 増田甲子七 (1898–1985)      | 5 mei 1950                                    | 7 juni 1951                           | JDP                      | Shigeru Yoshida (1948–1954)   |                 |
|                                               | Hideo Suto                                    | Hideo Suto 周東英雄 (1898–1981)               | 7 juni 1951                                   | 4 juli 1951                           | JDP                      | Shigeru Yoshida (1948–1954)   |                 |
|                                               |                                               | Uichi Noda 野田卯一 (1901–1997)               | 4 juli 1951                                   | 30 oktober 1952                       | JDP                      | Shigeru Yoshida (1948–1954)   |                 |
|                                               | Eisaku Sato                                   | Eisaku Sato 佐藤榮作 (1901–1975)              | 30 oktober 1952                               | 10 februari 1953                      | DLP                      | Shigeru Yoshida (1948–1954)   | Yoshida IV      |
|                                               | Kuichiro Totsuka                              | Kuichiro Totsuka 戸塚九一郎 (1891–1973)       | 10 februari 1953                              | 16 juni 1954                          | DLP                      | Shigeru Yoshida (1948–1954)   | Yoshida IV      |
| DLP                                           | Kuichiro Totsuka                              | Kuichiro Totsuka 戸塚九一郎 (1891–1973)       | 10 februari 1953                              | 16 juni 1954                          | Yoshida V                | Shigeru Yoshida (1948–1954)   |                 |
|                                               | Saeki Ozawa                                   | Saeki Ozawa 小沢佐重喜 (1898–1968)            | 16 juni 1954                                  | 10 december 1954                      | Yoshida V                | Shigeru Yoshida (1948–1954)   | DLP             |
|                                               |                                               | Yutaro Takeyama 竹山祐太郎 (1901–1982)        | 10 december 1954                              | 23 december 1956                      | JDP                      | Ichiro Hatoyama (1954–1956)   | I. Hatoyama I   |
| I. Hatoyama II                                |                                               | Yutaro Takeyama 竹山祐太郎 (1901–1982)        | 10 december 1954                              | 23 december 1956                      | JDP                      | Ichiro Hatoyama (1954–1956)   |                 |
|                                               |                                               | Genji Baba 馬場元治 (1902–1968)               | 22 november 1955                              | 23 december 1956                      | LDP                      | Ichiro Hatoyama (1954–1956)   | I. Hatoyama III |
|                                               |                                               | Norio Nanjo 南条徳男 (1895–1974)              | 23 december 1956                              | 10 juli 1957                          | LDP                      | Tanzan Ishibashi (1956–1957)  | Ishibashi       |
| Nobusuke Kishi (1957–1960)                    | Kishi I                                       | Norio Nanjo 南条徳男 (1895–1974)              | 23 december 1956                              | 10 juli 1957                          | LDP                      |                               |                 |
| Nobusuke Kishi (1957–1960)                    | Kishi I                                       |                                               |                                               | Ryutaro Nemoto 根本龍太郎 (1907–1990) | 10 juli 1957             | 12 juni 1958                  | LDP             |
| Nobusuke Kishi (1957–1960)                    |                                               |                                               | Saburo Endo 遠藤三郎 (1904–1971)              | 12 juni 1958                          | 18 juni 1959             | LDP                           | Kishi II        |
| Nobusuke Kishi (1957–1960)                    |                                               |                                               | Isamu Murakami 村上勇 (1902–1991)             | 18 juni 1959                          | 19 juli 1960             | LDP                           | Kishi II        |
|                                               | Tomisaburo Hashimoto                          | Tomisaburo Hashimoto 橋本登美三郎 (1901–1990) | 19 juli 1960                                  | 8 december 1960                       | LDP                      | Hayato Ikeda (1960–1964)      | Ikeda I         |
|                                               | Umekichi Nakamura                             | Umekichi Nakamura 中村梅吉 (1901–1984)        | 8 december 1960                               | 18 juli 1962                          | LDP                      | Hayato Ikeda (1960–1964)      | Ikeda II        |
|                                               | Ichiro Kohno                                  | Ichiro Kohno 河野一郎 (1898–1965)             | 18 juli 1962                                  | 18 juli 1964                          | LDP                      | Hayato Ikeda (1960–1964)      | Ikeda II        |
| LDP                                           | Ichiro Kohno                                  | Ichiro Kohno 河野一郎 (1898–1965)             | 18 juli 1962                                  | 18 juli 1964                          | Ikeda III                | Hayato Ikeda (1960–1964)      |                 |
|                                               |                                               | Naganori Koyama 小山長規 (1905–1988)          | 18 juli 1964                                  | 3 juni 1965                           | Ikeda III                | Hayato Ikeda (1960–1964)      | LDP             |
| LDP                                           | Eisaku Sato (1964–1972)                       | Naganori Koyama 小山長規 (1905–1988)          | 18 juli 1964                                  | 3 juni 1965                           | Sato I                   |                               |                 |
|                                               | Eisaku Sato (1964–1972)                       | Mitsuo Setoyama                               | Mitsuo Setoyama 瀬戸山三男 (1904–1997)        | 3 juni 1965                           | Sato I                   | 1 augustus 1966               | LDP             |
|                                               | Eisaku Sato (1964–1972)                       | Tomisaburo Hashimoto                          | Tomisaburo Hashimoto 橋本登美三郎 (1901–1990) | 1 augustus 1966                       | Sato I                   | 3 december 1966               | LDP             |
|                                               | Eisaku Sato (1964–1972)                       |                                               | Eichi Nishimura 西村英一 (1897–1987)          | 3 december 1966                       | Sato I                   | 25 november 1967              | LDP             |
| LDP                                           | Eisaku Sato (1964–1972)                       | Sato II                                       | Eichi Nishimura 西村英一 (1897–1987)          | 3 december 1966                       |                          | 25 november 1967              |                 |
|                                               | Eisaku Sato (1964–1972)                       | Sato II                                       | Shigeru Hori                                  | Shigeru Hori 保利茂 (1901–1979)       | 25 november 1967         | 30 november 1968              | LDP             |
|                                               | Eisaku Sato (1964–1972)                       | Sato II                                       |                                               | Shinzo Tsubokawa 坪川信三 (1909–1977) | 30 november 1968         | 14 januari 1970               | LDP             |
|                                               | Eisaku Sato (1964–1972)                       |                                               | Ryutaro Nemoto 根本龍太郎 (1907–1990)         | 14 januari 1970                       | 5 juli 1971              | LDP                           | Sato III        |
|                                               | Eisaku Sato (1964–1972)                       |                                               | Eichi Nishimura 西村英一 (1897–1987)          | 5 juli 1971                           | 7 juli 1972              | LDP                           | Sato III        |
|                                               | Takeo Kimura                                  | Takeo Kimura 木村武雄 (1902–1983)             | 7 juli 1972                                   | 22 december 1972                      | LDP                      | Kakuei Tanaka (1974–1974)     | K. Tanaka I     |
|                                               | Shin Kanemaru                                 | Shin Kanemaru 金丸信 (1914–1996)              | 22 december 1972                              | 25 november 1973                      | LDP                      | Kakuei Tanaka (1974–1974)     | K. Tanaka II    |
|                                               |                                               | Takao Kameoka 亀岡高夫 (1920–1998)            | 25 november 1973                              | 11 november 1974                      | LDP                      | Kakuei Tanaka (1974–1974)     | K. Tanaka II    |
|                                               |                                               | Tatsuo Ozawa 小沢辰男 (1916–2013)             | 11 november 1974                              | 9 december 1974                       | LDP                      | Kakuei Tanaka (1974–1974)     | K. Tanaka II    |
|                                               |                                               | Tadao Kariya 仮谷忠男 (1913–1976)             | 9 december 1974                               | 16 januari 1976                       | LDP                      | Takeo Miki (1974–1976)        | Miki            |
|                                               | Takeo Miki                                    | Takeo Miki 三木武夫 (1907–1988)               | 16 januari 1976                               | 20 januari 1976                       | LDP                      | Takeo Miki (1974–1976)        | Miki            |
|                                               | Noboru Takeshita                              | Noboru Takeshita 竹下登 (1924–2000)           | 20 januari 1976                               | 15 september 1976                     | LDP                      | Takeo Miki (1974–1976)        | Miki            |
|                                               |                                               | Chuuma Tatsubo 中馬辰猪 (1916–2010)           | 15 september 1976                             | 24 december 1976                      | LDP                      | Takeo Miki (1974–1976)        | Miki            |
|                                               |                                               | Shiro Hasegawa 長谷川四郎 (1905–1986)         | 24 december 1976                              | 28 november 1977                      | LDP                      | Takeo Fukuda (1976–1978)      | T. Fukuda       |
|                                               | Yoshio Sakurauchi                             | Yoshio Sakurauchi 櫻内義雄 (1912–2003)        | 28 november 1977                              | 7 december 1978                       | LDP                      | Takeo Fukuda (1976–1978)      | T. Fukuda       |
|                                               |                                               | Motozaburo Tokai 渡海元三郎 (1915–1985)       | 7 december 1978                               | 10 november 1979                      | LDP                      | Masayoshi Ohira (1978–1980)   | Ohira I         |
|                                               |                                               | Eiichi Watanabe 渡辺栄一 (1918–1997)          | 10 november 1979                              | 17 juli 1980                          | LDP                      | Masayoshi Ohira (1978–1980)   | Ohira I         |
|                                               |                                               | Shigeyoshi Saito 斉藤滋与史 (1918–2018)       | 17 juli 1980                                  | 30 november 1981                      | LDP                      | Zenko Suzuki (1980–1980)      | Suzuki          |
|                                               |                                               | Shiseki Ihei 始関伊平 (1907–1991)             | 30 november 1981                              | 27 november 1982                      | LDP                      | Zenko Suzuki (1980–1980)      | Suzuki          |
|                                               |                                               | Hideo Utsumi 内海英男 (1922–2005)             | 27 november 1982                              | 27 december 1983                      | LDP                      | Yasuhiro Nakasone (1982–1987) | Nakasone I      |
|                                               |                                               | Kiyoshi Mizuno 水野清 (1925–2019)             | 27 december 1983                              | 1 november 1984                       | LDP                      | Yasuhiro Nakasone (1982–1987) | Nakasone II     |
|                                               |                                               | Yoshiaki Kibe 木部佳昭 (1926–2001)            | 1 november 1984                               | 28 december 1985                      | LDP                      | Yasuhiro Nakasone (1982–1987) | Nakasone II     |
|                                               | Takami Eto                                    | Takami Eto 江藤隆美 (1925–2007)               | 28 december 1985                              | 22 juli 1986                          | LDP                      | Yasuhiro Nakasone (1982–1987) | Nakasone II     |
|                                               |                                               | Mitsuharu Amano 天野光晴 (1907–1995)          | 22 juli 1986                                  | 6 november 1987                       | LDP                      | Yasuhiro Nakasone (1982–1987) | Nakasone III    |
|                                               |                                               | Ihei Ochi 越智伊平 (1920–2000)                | 6 november 1987                               | 28 december 1988                      | LDP                      | Noboru Takeshita (1987–1989)  | Takeshita       |
|                                               |                                               | Hikosaburo Okonogi 小此木彦三郎 (1928–1991)   | 28 december 1988                              | 1 juni 1989                           | LDP                      | Noboru Takeshita (1987–1989)  | Takeshita       |
|                                               | Noboru Takeshita                              | Noboru Takeshita 竹下登 (1924–2000)           | 1 juni 1989                                   | 3 juni 1989                           | LDP                      | Noboru Takeshita (1987–1989)  | Takeshita       |
|                                               | Takeshi Noda                                  | Takeshi Noda 野田毅 (1941)                    | 3 juni 1989                                   | 10 augustus 1989                      | LDP                      | Sosuke Uno (1989)             | Uno             |
|                                               |                                               | Noboru Harada 原田昇左右 (1923–2006)          | 10 augustus 1989                              | 28 februari 1990                      | LDP                      | Toshiki Kaifu (1989–1991)     | Kaifu I         |
|                                               | Tamisuke Watanuki                             | Tamisuke Watanuki 綿貫民輔 (1927)             | 28 februari 1990                              | 30 december 1990                      | LDP                      | Toshiki Kaifu (1989–1991)     | Kaifu II        |
|                                               |                                               | Yuji Otsuka 大塚雄司 (1929–2010)              | 30 december 1990                              | 5 november 1991                       | LDP                      | Toshiki Kaifu (1989–1991)     | Kaifu II        |
|                                               | Taku Yamazaki                                 | Taku Yamazaki 山崎拓 (1936)                   | 5 november 1991                               | 12 december 1992                      | LDP                      | Kiichi Miyazawa (1991–1993)   | Miyazawa        |
|                                               | Kishiro Nakamura                              | Kishiro Nakamura 中村喜四郎 (1949)            | 12 december 1992                              | 9 augustus 1993                       | LDP                      | Kiichi Miyazawa (1991–1993)   | Miyazawa        |
|                                               |                                               | Hirozo Igarashi 五十嵐広三 (1926–2013)        | 9 augustus 1993                               | 28 april 1994                         | JSP                      | Morihiro Hosokawa (1993–1994) | Hosokawa        |
|                                               |                                               | Koji Morimoto 森本晃司 (1942–2015)            | 28 april 1994                                 | 30 juni 1994                          | NKP                      | Tsutomu Hata (1994)           | Hata            |
|                                               |                                               | Koken Nosaka 野坂浩賢 (1924–2004)             | 30 juni 1994                                  | 8 augustus 1995                       | JSP                      | Tomiichi Murayama (1994–1996) | Murayama        |
|                                               | Yoshiro Mori                                  | Yoshiro Mori 森喜朗 (1937)                    | 8 augustus 1995                               | 11 januari 1996                       | LDP                      | Tomiichi Murayama (1994–1996) | Murayama        |
|                                               |                                               | Eiichi Nakao 中尾栄一 (1930–2018)             | 11 januari 1996                               | 6 november 1996                       | LDP                      | Ryutaro Hashimoto (1996–1998) | Hashimoto I     |
|                                               | Shizuka Kamei                                 | Shizuka Kamei 亀井静香 (1936)                 | 6 november 1996                               | 11 september 1997                     | LDP                      | Ryutaro Hashimoto (1996–1998) | Hashimoto II    |
|                                               | Riki Kawara                                   | Riki Kawara 瓦力 (1937–2013)                  | 11 september 1997                             | 30 juli 1998                          | LDP                      | Ryutaro Hashimoto (1996–1998) | Hashimoto II    |
|                                               | Katsutsugu Sekiya                             | Katsutsugu Sekiya 関谷勝嗣 (1938)             | 30 juli 1998                                  | 5 oktober 1999                        | LDP                      | Keizo Obuchi (1998–2000)      | Obuchi          |
|                                               | Masaki Nakayama                               | Masaki Nakayama 中山正暉 (1932)               | 5 oktober 1999                                | 5 juli 2000                           | LDP                      | Keizo Obuchi (1998–2000)      | Obuchi          |
| LDP                                           | Masaki Nakayama                               | Masaki Nakayama 中山正暉 (1932)               | 5 oktober 1999                                | 5 juli 2000                           | Yoshiro Mori (2000–2001) | Mori I                        |                 |
|                                               | Chikage Oogi                                  | Chikage Oogi 扇千景 (1933–2023)               | 5 juli 2000                                   | 5 januari 2001                        | Yoshiro Mori (2000–2001) | NCP                           | Mori II         |